# Anacanthobatis ori
Espèce
Statut de conservation UICN

 LC  : Préoccupation mineure
Anacanthobatis ori (anciennement Springeria ori) est une espèce de raies de l'ouest de l'océan Indien.

## Source
Wallace : The batoid fishes of the east coast of southern Africa: part 3: skates and electric rays. Investigational Report Oceanographical Research Institute Durban, 17.